# استحداث النقود

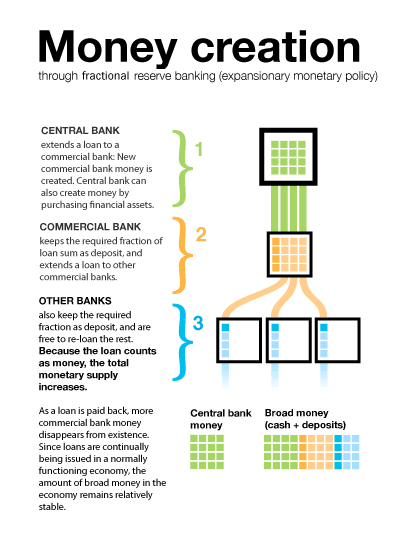

استحداث النقود  (المعروف أيضا باسم إنشاء الائتمان) هو العملية التي يتم من خلالها زيادة المعروض النقدي لبلد أو منطقة نقدية معينة (مثل منطقة اليورو).
معظم المعروض النقدي يكون على شكل ودائع مصرفية، والتي يتم إنشاؤها من قبل البنوك الخاصة بنظام الكسور الاحتياطي المصرفي. ويزيد الإقراض المصرفي هذا من حجم الأموال العامة التي تتجاوز مبلغ الأموال الأساسية التي أنشأها البنك المركزي أصلا. للحد من هذه العملية، يمكن للمصارف المركزية والجهات التنظيمية المالية استخدام سياسات مثل متطلبات الإحتياطي ونسب كفاية رأس المال وغيرها من السياسات الأخرى.
وتقدم البنوك المركزية أموالا جديدة إلى الاقتصاد بإصدار القطع المعدنية والأوراق النقدية. (السياسة النقدية التوسعية) وأيضا عن طريق شراء أصول مالية (التسهيل الكمي) أو إقراض أموال للمؤسسات المالية.
وتراقب المصارف المركزية كمية النقد في الاقتصاد من خلال قياس المجاميع النقدية مثل M2. ويظهر أثر السياسة النقدية على العرض النقدي بمقارنة هذه القياسات في تواريخ مختلفة. على سبيل المثال، في الولايات المتحدة، ارتفع عرض النقود المقاسة مثل M2 من 6.407 تريليون دولار في يناير 2005 إلى 18.136 تريليون في يناير 2009.

## استحداث النقود من قبل البنك المركزي
يتم تنظيم المعروض النقدي لكل بلد أي العملة بمفهومها العريض عن طريق السياسة النقدية. وتتوفر جميع الدول الحديثة تقريبا على بنوك مركزية مثل نظام الاحتياطي الفدرالي الأمريكي والبنك المركزي الأوروبي وبنك الصين الشعبي لإجراء السياسة النقدية. وتتكلف هذه المؤسسات بضمان الأداء السلس للعرض النقدي والأسواق المالية، وغالبا ماتكون مستقلة عن السلطة التنفيذية الحكومية.
الأداة الرئيسية للسياسة النقدية هي عمليات السوق المفتوحة: حيث يقوم البنك المركزي بشراء وبيع الأصول المالية مثل أذونات الخزانة والسندات الحكومية، أو العملات الأجنبية من الأطراف الخاصة. ويؤدي شراء هذه الأصول إلى دخول العملة إلى السوق، في حين يؤدي بيعها إلى إزالة العملة. وعادة ما يتم إعداد عمليات السوق المفتوحة لإستهداف سعر فائدة محدد قصير الأجل. على سبيل المثال، قد يستهدف الإحتياطي الفدرالي الأمريكي معدل الفائدة على الأموال الفيدرالية، وهو المعدل الذي تقرض به المصارف الأعضاء لبعضها البعض خلال ليلة. وفي حالات أخرى، قد تستهدف بدلا من ذلك سعر صرف محدد بالنسبة لبعض العملات الأجنبية، أو سعر الذهب، أو مؤشرات مثل مؤشر أسعار المستهلك.
وتشمل أدوات السياسة النقدية الأخرى لتوسيع عرض النقود انخفاض أسعار الفائدة بالإلزام؛ وزيادة القاعدة النقدية؛ وانخفاض متطلبات الإحتياطي. بعض الوسائل الأخرى هي: نافذة الخصم الإقراضي (كأخير ملاذ للإقراض)؛ والإقناع الأخلاقي (سلوك التملق لبعض الجهات الفاعلة في السوق)؛ و«عمليات الفم المفتوح» (التأكيد علنا على السياسة النقدية المستقبلية). ويتسم سلوك وآثار السياسة النقدية وتنظيم النظام المصرفي بأهمية رئيسية بالنسبة للاقتصاد النقدي.

### العملة المادية
في الاقتصادات الحديثة، لاتشكل العملة المادية نسبيا سوى جزء قليل من المعروض النقدي بمفهومه العريض. فعلى سبيل المثال، في ديسمبر 2010 في الولايات المتحدة، فمن أصل 8,553 تريليون دولار من المعروض النقدي بمفهومه الواسع أو العريض (M2)، كان فقط حوالي 10 في المائة منه (أو 915,7 بليون دولار) على شكل نقود معدنية وأموال ورقية. وعادة ما يكون تصنيع أموال مادية جديدة من مسؤولية البنك المركزي، أو في بعض الأحيان، خزينة الحكومة.
وخلافا للاعتقاد السائد، فإن استحداث المال في الاقتصاد الحديث لا ينطوي مباشرة على تصنيع أموال مادية جديدة، مثل العملة الورقية أو القطع المعدنية. وبدلا من ذلك، عندما يقوم البنك المركزي بتوسيع عرض النقود من خلال عمليات السوق المفتوح (مثلا عن طريق شراء السندات الحكومية أو أصول المصارف التجارية)، فإنه يقيد الحسابات التي تحتفظ بها الحكومة أو المصارف التجارية في البنك المركزي (المسمى بمال السلطة العليا). ويمكن للحكومات أو المصارف التجارية أن تستفيد من هذه الحسابات لسحب الأموال المادية من البنك المركزي. كما يمكن للمصارف التجارية أن تعيد العملة المتسخة أو الفاسدة إلى البنك المركزي مقابل عملات جديدة.

### التيسير الكمي
ينطوي التيسير الكمي على إنشاء مبلغ كبير من القاعدة النقدية الجديدة من قبل البنك المركزي من خلال شراء الأصول التي لا يشتريها عادة. وغالبا ما يقوم البنك المركزي بعمليات السوق المفتوحة عن طريق شراء سندات حكومية قصيرة الأجل أو عملات أجنبية. ومع ذلك، فخلال الأزمة المالية، قد يكتسب البنك المركزي أنواعا إضافية من الأصول المالية. ويجوز للبنك المركزي شراء سندات حكومية طويلة الأجل أو سندات الشركات أو أوراق مالية مدعومة بالأصول أو أسهم أو حتى توسيع نطاق القروض التجارية. والقصد من ذلك هو حفز الاقتصاد من خلال زيادة السيولة وتعزيز الإقراض المصرفي في الحالات التي لا يمكن فيها دفع أسعار الفائدة إلى أدنى.
ويزيد التيسير الكمي من الاحتياطيات في النظام المصرفي (أي ودائع المصارف التجارية في البنك المركزي)، مما يتيح للمؤسسات الوديعة القدرة على تقديم قروض جديدة. يستخدم التسهيل الكمي عادة عندما يكون خفض معدل الخصم بدون فائدة حيث تكون أسعار الفائدة تكون قريبة أومساوية للصفر. وفي مثل هذه الحالة، لا يمكن للسياسة النقدية العادية أن تزيد من خفض أسعار الفائدة، وبكون الاقتصاد في فخ السيولة.

### التمويل النقدي
من حيث المبدأ، يمكن للمصارف المركزية أن تاستحداث أموال من أجل تمويل الإنفاق الحكومي، وهي عملية تعرف بتحويل الديون.
كان التمويل النقدي هو السياسة النقدية المعتمدة في العديد من البلدان بما في ذلك كندا وفرنسا. وتحت تأثير المدرسة النقدية، تم حظر التمويل النقدي تدريجيا بالقانون في العديد من البلدان، وذلك بسبب أن التمويل النقدي قد يكون خطرا تضخميا.
ففي منطقة اليورو على سبيل المثال، تحظر المادة 123 من معاهدة لشبونة صراحة على البنك المركزي الأوروبي تمويل المؤسسات العامة.

## استحداث النقود من قبل البنوك التجارية
في النظم النقدية المعاصرة، معظم النقود المتداولة لا توجد على شكل نقود معدنية أو ورقية والتي ينشئها البنك المركزي، ولكن كودائع مصرفية. ويزيد الإقراض من البنوك التجارية من حجم الودائع المصرفية. من خلال الكسور الاحتياطي المصرفي، النظام المصرفي الحديث يرفع المعروض النقدي لبلد فوق المبلغ الذي تم إنشاؤه في البداية من قبل البنك المركزي، ويزيد كمية النقود بمفهومها العريض داخل النظام.
وهناك نوعان من المال في نظام مصرفي احتياطي كسري: العملة التي أصدرها البنك المركزي أصلا والودائع المصرفية لدى المصارف التجارية:
1. أموال البنك المركزي (كل الأموال التي ياستحداثها البنك المركزي بغض النظر عن شكلها، على سبيل المثال، الأوراق النقدية، النقود المعدنية، النقود الإلكترونية)
2. المال المصرفي التجاري (المال الذي تم إنشاؤه في النظام المصرفي من خلال الاقتراض والإقراض) - يشار إليها أحيانا بأموال دفتر الشيكات[13]

عندما يتم تمديد القرض البنكي التجاري، يتم إنشاء أموال مصرفية تجارية جديدة إذا صدرت حصيلة القرض على شكل زيادة في حساب إيداع العميل (أي زيادة في التزام البنك بالودائع تحت الطلب المستحقة للعميل). ويتم سداد القرض من خلال تخفيضات في التزامات الودائع تحت الطلب التي يدين بها البنك للعميل، فتختفي أموال البنك التجاري هذه من الوجود. ولأن القروض تصدر باستمرار في اقتصاد يعمل بشكل طبيعي، يظل حجم الأموال العامة في الاقتصاد مستقرا نسبيا. وبسبب عملية إنشاء المال هذه من قبل المصارف التجارية، فإن العرض النقدي لبلد ما عادة ما يكون أكبر من المال الذي يصدره البنك المركزي؛ كميته كان يتم تحديدها وفقا لمتطلبات الاحتياطي، وهي الآن أساسية بنسب مالية أخرى (وهي أساسا نسبة كفاية رأس المال التي تحد من إنشاء الائتمان الإجمالي للبنك) التي وضعتها جهات الرقابة المصرفية المختصة.

### إعادة الإقراض
جدول مبكر، یشتمل علی إعادة الإستثمار من فترة إلی أخرى ومتسلسلة هندسية، وجد في جدول اقتصاد الفیزیوقراطیین، الذي یعتبر «أول صیغة دقیقة» لھذه الأنظمة المترابطة وأصل النظریة المضاعفة.

### المضاعف النقدي

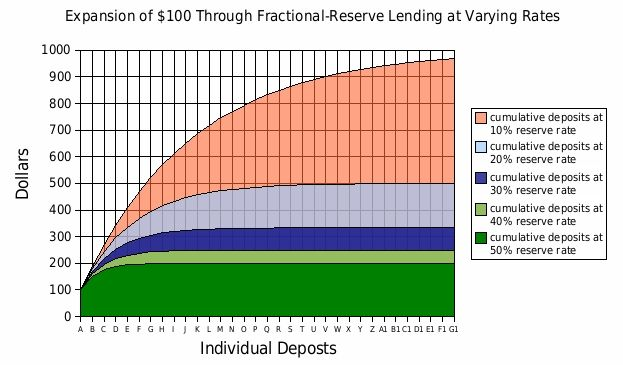
التوسع في 100 $ من خلال الإقراض الاحتياطي الجزئي في إطار نموذج إعادة الإقراض لاستحداث النقود، بمعدلات متفاوتة. كل منحنى يقترب من حد. هذا الحد هو القيمة التي يحسبها 'مضاعف المال'. لاحظ أن المبلغ الأعلى الناتج في 1000 دولار ليس 20٪ ولكن 10٪ كما 100 / 0.1 = 1000.

الآلية الأكثر شيوعا المستخدمة لقياس هذه الزيادة في عرض النقود والتي عادة ما تسمى بالمضاعف النقدي. ويحسب أقصى مبلغ ممكن من المال يمكن أن يتوسع إليه الإيداع الأولي مع نسبة احتياطي معين - يسمى هذا بالعامل مضاعف. وهذا هو الحد الأقصى للمال الذي يمكن أن تنشئه المصارف التجارية من الناحية القانونية انطلاقا من كمية معينة من الاحتياطيات.
يتم حسابه كما يلي
{\displaystyle M={\frac {1}{R}}}
حيث
{\displaystyle M} = إيداع مضاعف
{\displaystyle R} = نسبة الاحتياطي الإلزامي.
في نموذج إعادة الإقراض، يتم حساب ذلك كمتسلسلة هندسية تحت الإقراض المتكرر لكمية متناقصة هندسيا من المال: الاحتياطات تقود القروض. في نماذج المال الذاتية، والقروض تؤدي للاحتياطيات، ولا يفسر على أنه متسلسلة هندسية. من الناحية العملية، لأن المصارف غالبا ما تحصل على خطوط ائتمان، وسوق المال، ويمكن أن تستخدم القروض في الوقت المحدد من البنوك المركزية، وغالبا لا يكون هناك أي شرط لإيداع موجود مسبقا للبنك لإنشاء قرض ودفعه لبنك آخر.
وإذا راكمت المصارف احتياطيات زائدة، مثلما حدث في الأزمات المالية مثل الكساد الكبير والأزمة المالية في الفترة 2007-2008، في الولايات المتحدة منذ أكتوبر 2008، فإن العلاقة بين الأموال الأساسية والنقد العريض قد تنهار، واستحداث النقد من طرف البنك المركزي قد لا يؤدي إلى استحداث النقد من المصرفية التجارية، بل يبقى احتياطيات زائدة (فائضة). ومع ذلك، قد يقوم البنك المركزي بتقليص أموال البنوك التجارية من خلال تقليص أموال البنك المركزي، نظرا لأن الاحتياطيات مطلوبة - وبالتالي فإن إنشاء الأموال الاحتياطي الجزئي مشابه لسلسلة، لأن البنك المركزي يستطيع دائما سحب الأموال من خلال تقييد أموال البنك المركزي، وبالتالي الاحتياطيات، ولكن لا يمكنه دائما دفع المال من خلال توسيع أموال البنك المركزي، لأن هذا قد يؤدي إلى احتياطيات زائدة، وهو الوضع الذي يشار إليه باسم «دفع على سلسلة».

## نظريات بديلة
وهناك أيضا نظريات غير متجانسة لكيفية استحداث النقود. وتشمل هذه:
- ترى الشارتالية بأن الدولة تاستحداث المال عندما تنفق، وتدمره بالضرائب. والأهم من ذلك، أن النظام المصرفي الخاص ليس، من الناحية التجريبية، احتياطيا محدودا، وبالتالي فإن استحداثه للنقود هو عملية داخلية، مدفوعا بطلب الائتمان الرغبة في الاقتراض. وهذا بحسب لقوة سياسة سعر الفائدة في إدارة معظم المعروض النقدي في الأوقات العادية.[18][19]
- نظرية الائتمان من المال. وقد بدأ هذا النهج جوزيف شومبيتر. وتؤكد نظرية الائتمان الدور المركزي للبنوك كمنشيء وموزعي العرض النقدي، وتميز بين «استحداث الائتمان» (الذي يسمح بالنمو الاقتصادي غير التضخمي حتى في العمالة الكاملة، في ظل التقدم التكنولوجي) «واستحداث الائتمان غير المنتج» (مما یؤدي إلی تضخم تنوع كل من المستھلك أو أسعار الأصول).[20][21]